# Kathy Dahlkemper
Kathleen Ann Dahlkemper est une femme politique américaine, née le 10 décembre 1957 à Érié. Membre du Parti démocrate de Pennsylvanie, elle est élue à la Chambre des représentants des États-Unis de 2009 à 2011.

## Biographie
Titulaire d'un baccalauréat universitaire ès sciences de l'université Edinboro de Pennsylvanie (en) (1982), Kathy Dahlkemper est propriétaire d'une entreprise d'aménagement paysager et dirige l'arboretum du lac Érié au sein du Frontier Park.
En 2008, elle se présente à la Chambre des représentants des États-Unis dans le 3e district de Pennsylvanie (dans le nord-ouest de l'État). Après avoir remporté la primaire démocrate avec 40 % des voix, elle bat le républicain sortant Phil English (en), élu depuis 1994, avec environ 52 % des suffrages. Le même jour, John McCain bat Barack Obama de 17 voix dans la circonscription.
Dahlkemper est candidate à un second mandat en 2010. Elle affronte le vainqueur de la primaire républicaine, le propriétaire de concessions automobiles Mike Kelly. La démocrate est dans une position difficile, notamment en raison de son vote en faveur de l'Obamacare. Elle est largement battue par Kelly, ne rassemblant que 44 % des voix contre 56 % pour le républicain.
Elle se présente à la tête du comté d'Érié en 2013. Elle remporte la primaire démocrate avec 52 % des suffrages face au county executive sortant Barry Grossman puis bat facilement le républicain Don Tucci. Elle est réélue de justesse en 2017, avec 50,2 % des voix contre 49,6 % pour le républicain Art Oligeri. L'année précédente, Donald Trump était le premier candidat républicain à la présidence à remporter le comté depuis 1984.